# Проспект Ленина (Чебоксары)

Памятник легендарному комдиву В. И. Чапаеву в сквере на проспекте Ленина

Проспе́кт Ле́нина (ранее — проспект Сталина) — одна из центральных улиц в городе Чебоксары, по которой проходит путь всех гостей столицы Чувашии от железнодорожного вокзала и аэропорта в центр города на площади Республики и Красную, а также к речному порту на Волге. По этому проспекту проходят праздничные колонны демонстрантов в мае и ноябре.

## Происхождение названия
Проспект начал формироваться с 1957 года на месте бывших полей деревень Будайка и Лакреиха (Усадки) как проспект Сталина («открыт» в августе 1958 года). С 23 мая 1959 года, «…учитывая пожелания трудящихся г. Чебоксары…», — проспект им. Ленина.
В 1955 году на проспекте Сталина по нечётной стороне были только дома 1, 3, 5, 7 и 9.
Улица получила своё имя по псевдониму организатора и руководителя октябрьской революции 1917 года в России В. И. Ульянова (Ленина).

## Памятники истории и культуры

Памятник Гагарину на проспекте Ленина

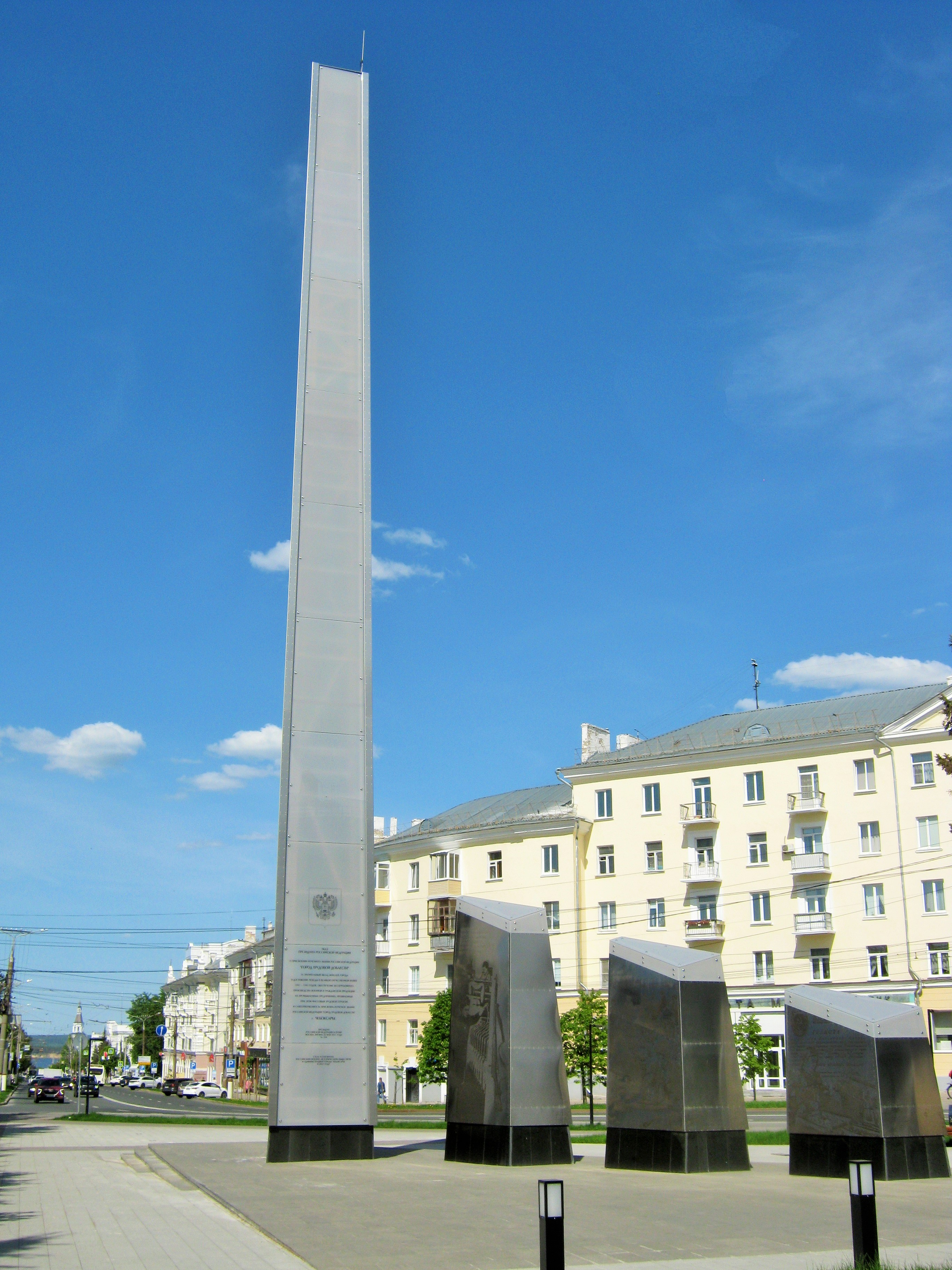
Стела «Чебоксары — Город трудовой доблести»

В список Памятников истории и культуры города Чебоксары, охраняемых государством включены:
- стела «Чебоксары — Город трудовой доблести» (2021 год; сквер Трудовой доблести, в начале пр. Ленина)[10];
- памятник первому космонавту Ю. А. Гагарину (1976 год; пересечение ул. Гагарина и пр. Ленина);
- памятник основоположнику чувашской письменности И. Я. Яковлеву (1970 год);
- памятник В. И. Чапаеву 1960 г. (сквер Чапаева на пр. Ленина);
- памятник чувашскому поэту М. Сеспелю;
- памятный знак «Дважды герой Советского Союза летчик-космонавт СССР А. Г. Николаев» (пересечение пр. Ленина и ул. Николаева).

Другие памятники:
- мемориальная доска на фасаде дома № 21, где проживал Герой Советского Союза — Ф. Н. Орлов (1913—1988).

## Здания и сооружения
- № 2 — гостиница «Чувашия», филиал ФГУП «Почта России», филиал ЗАО «Волгателеком»
- № 4 — Арбитражный суд Чувашской Республики
- № 9 — Лицей № 1
- № 12 — Больница № 8
- № 23 — кинотеатр «Мир Луксор» (открыт в 1961 году)[11]
- № 26 — торговый центр «Детский мир»
- № 41 — «Строительная больница»
- № 46А — музей В. И. Чапаева
- № 61 — ЧЭТК

## Скверы
- Сквер Трудовой доблести
- Сквер им. И. Я. Яковлева
- Сквер им. В. И. Чапаева

## Проезд. Транспорт
- Автобус № 15, 32/101, 45, 46

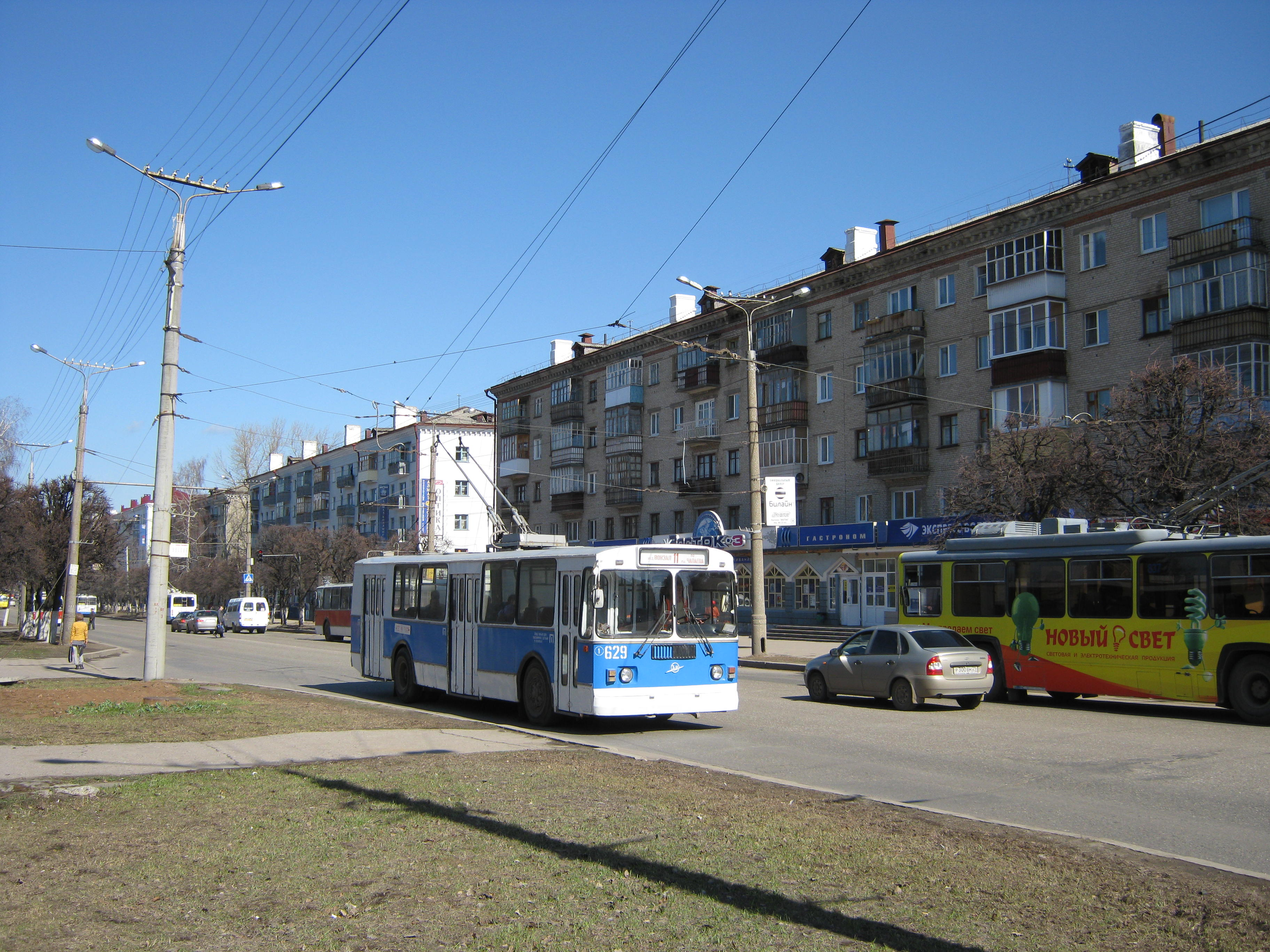
Троллейбусы в южной части проспекта Ленина

- Троллейбус № 1, 4. маршруты 2, 6, 8, 9, 10, 14, 20 — до ул. Гагарина

## Смежные улицы
- Улица Карла Маркса
- Улица Гагарина
- Улица Николаева
- Привокзальная улица
- Проспект Ивана Яковлева